# 城門谷運動場

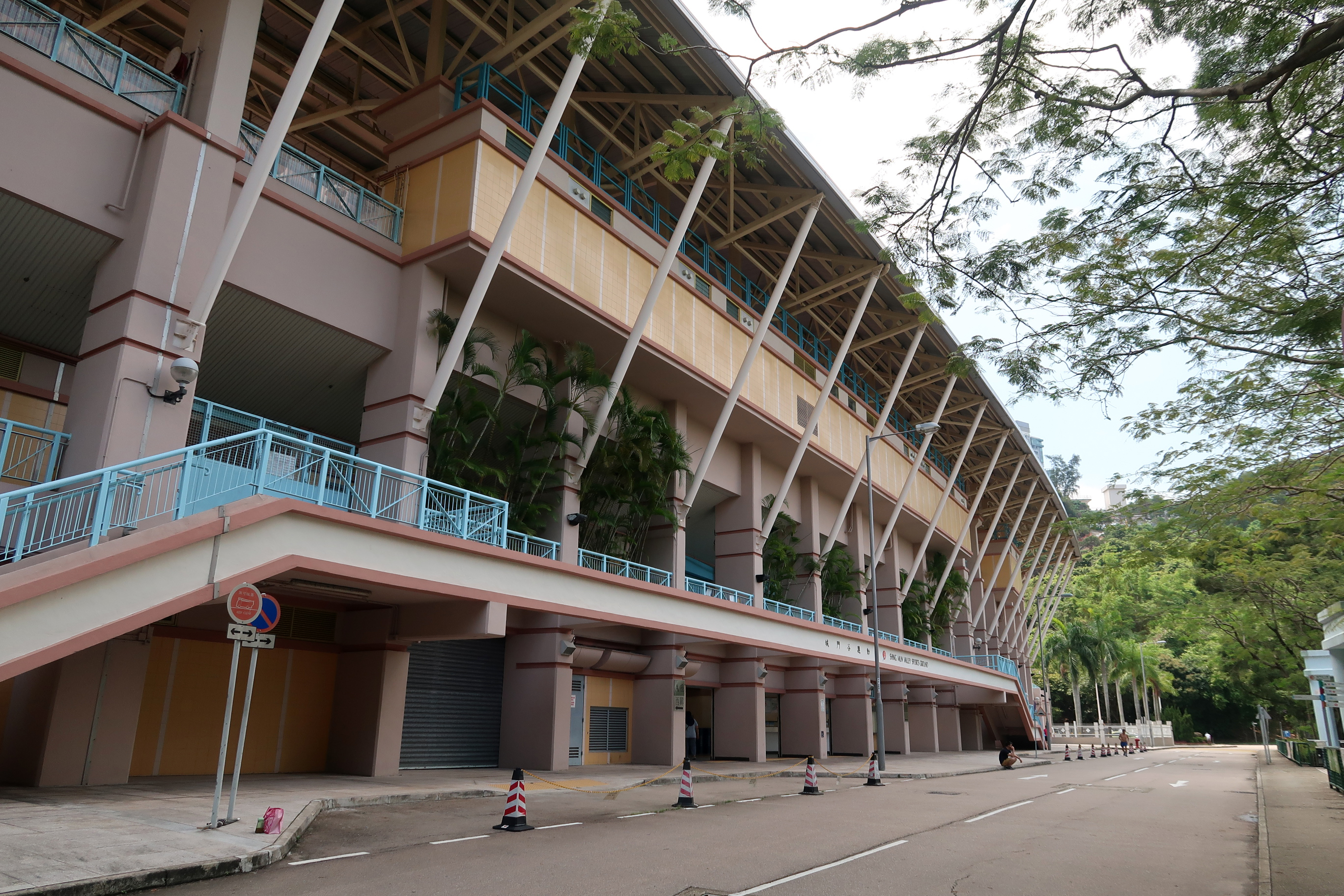
城門谷運動場外觀

城門谷運動場（英語：Shing Mun Valley Sports Ground）是香港一個田徑運動場，位於新界荃灣區城門谷城門道，面積4.8公頃，毗鄰城門谷公園，於1998年8月1日啟用，城門谷運動場由康樂及文化事務署管理。

## 背景
城門谷運動場前身為象鼻山臨時房屋區。在城門谷運動場落成啟用前，位於楊屋道的荃灣運動場（俗稱楊屋道運動場）一直為荃灣區內唯一的田徑運動場地。但荃灣運動場只有臨時看台，以及跑道只由沙鋪設，因此不能達到田徑運動場地要求的標準。因此，隨著城門谷運動場啟用後，區內對田徑運動場地的需求獲得解決，可供區內中小學作大型運動會用途，亦曾經作為香港甲組足球聯賽比賽場地。

## 設施
城門谷運動場包括一個泛光燈照明草地足球場、一個八線400米全天候跑道，可作60米、100米、200米、400米、800米、1,500米、3,000米、跨欄及接力等項目，其他田徑設施包括可作跳遠及三級跳項目的沙池、跳高、可作擲標槍、鐵餅、推鉛球、壘球及木球的投擲區、以及兩個看台，A看台2,775個及B看台2,225個座席，共容納5,000觀眾。場地設有彩色電子顯示板，另外電子計時系統為舉辦團體獲更精確的計時結果。
其他配套設施有收費停車場、更衣室、救傷室及記者室。
開放時間為每天上午6:30至晚上10:30，逢星期一為每週之保養日，但跑道仍會開放予市民進行緩跑活動。

## 附近建築物
- 城門谷公園
- 城門谷游泳池

## 外部連結
- 康文署運動場資料 （页面存档备份，存于）